# Vittorio Baldini
Pour les articles homonymes, voir Baldini.
Vittorio Baldini est un graveur, imprimeur et éditeur de musique italien, né à Venise, décédé à Ferrare le 21 février 1618. 

## Biographie
Il commence à publier à Venise, avant de rejoindre la cour du duc Alphonse II d'Este à Ferrare, en 1582. Il devient l'imprimeur officiel de la musique ducale. Il a peut-être rencontré le duc par l'intermédiaire de Giulio Cesare Brancaccio, dont la traduction des Commentaires sur la Guerre des Gaules de Jules César est imprimée au début de 1582.
Son premier travail comme éditeur de musique ducal, et en fait sa première entreprise dans le domaine de la musique, est une anthologie de madrigaux, Il lauro secco (1582), composé par les compositeurs les plus célèbres de Rome et de l'Italie du Nord, présentant également de nouveaux compositeurs importants. Le recueil a été largement inspiré par la soprano Laura Peverara,. L'année suivante paraît une nouvelle anthologie, Il lauro verde, conçu comme un pendant du précédent recueil et présenté à Peverara à l'occasion de son mariage à la fin de février 1583.
Baldini a publié très peu de musique pour Alphonse II d'Este, entre 1586 et 1594 et à nouveau de 1594 à 1596. Il commence à publier des recueils et anthologies des plus importants compositeurs de la seconda prattica, tels que Luzzasco Luzzaschi, Carlo Gesualdo
et Alfonso Fontanelli, qui étaient présentes à la cour d'Este à cette époque. Certains de des Livres de madrigaux ont été financés par Gesualdo, prince de Venosa venu à Ferrare pour son mariage avec Éléonore d'Este,.  
Baldini fait également imprimer un certain nombre de traités sur la musique et sur l'art, y compris ceux de Giovanni Battista Aleotti et d'Ercole Bottrigari. Après la crise de la dévolution du duché de Ferrare aux états du Pape, Baldini publie pour le compte de l'autorité du Vatican.

## Quelques publications
- Commentarii de Bello Gallico (1581 et 1582), de Jules César, traduction et commentaires de Giulio Cesare Brancaccio (en).
- Il lauro secco (1582).
- Il lauro verde (1583).
- La deca istoriale (1586), de Francesco Patrizi.
- La deca disputata (1586), de Francesco Patrizi.
- Gli artifitiosi et curiosi moti spiritali di Herrone (1589), de Giovanni Battista Aleotti.
- Premier livre de madrigaux (1594), de Carlo Gesualdo.
- Deuxième livre de madrigaux (1594), de Carlo Gesualdo.
- Della poesia rappresentativa (1598), de Marc'Antonio Ingegneri.
- De vocis auditusque organis historia anatomica (1600 ou 1601), de Giulio  Cesare Casseri[8].
- Il melone (1602), d'Ercole Bottrigari.
- Filli di Sciro (1607), de Guidobaldo Bonarelli della Rovere.
- Intermezzi (1610, 1612 et 1614), de Giovanni Battista Guarini.